# Улица Ярослава Гашека (Казань)
Улица Ярослава Гашека (тат. Ярослав Һашек урамы, Yaroslaw Haşek uramı) — небольшая улица в Ново-Савиновском районе Казани. Названа в честь писателя Ярослава Гашека, зимой 1918/19 годов находившегося вместе с частями Красной Армии на территории современного Татарстана.

## География
Начинаясь от улицы Голубятникова, пересекается с Апастовской улицей и заканчивается пересечением с улицей Гагарина.

## История
Местность, занимаемая улицей, была заселена не позднее 1950-х годов и была частью посёлка Воровского, однако первое время улицы в посёлке не имели названий и получили их в 1957 году; улица была названа Ворошиловской улицей, однако в том же году вновь переименована — на этот раз, в улицу Ярослава Гашека.
Строительство многоквартирных домов на улице началось в конце 1950-е годы; почти вся многоквартирная застройка улицы относится к периоду конца 1950-х — 1960-м годам, в основном это были ведомственные дома вертолётного завода.
Административно относилась к Ленинскому (до 1994) и Ново-Савиновскому (с 1994) районам.

## Транспорт
Общественный транспорт по улице не ходит. Ближайшая остановка общественного транспорта — «Голубятникова» (автобус, троллейбус) на улице Чуйкова.

## Объекты
- № 1, 2/25, 3, 4, 6/13, 5 — жилые дома вертолётного завода[10][11].
  - № 1 ― почтовое отделение 420094[12].
- № 9 — детский сад № 302 (бывший ведомственный завода радиокомпонентов)[13][14].